# Ringelhann György (jogász)
Ringelhann György Béla (Eger, 1912. augusztus 3. – Budapest, Józsefváros, 1962. január 8.) ügyvéd. Fia ifj. Ringelhann György (1941–2019) orvos, egri polgármester.

## Élete
Apja Ringelhann Béla (1883–1954) okleveles gépészmérnök, műszaki főtanácsos, a Ciszterci Diákszövetség alapító tagja, anyja Fejér Julianna (1891–1971). Fivére Ringelhann Béla (1917–1999) belgyógyász, orvostörténész.
A Ciszterci Rend Egri Szent Bernát Gimnáziumában érettségizett (1929). Felsőfokú tanulmányait az Egri Érseki Jogakadémián végezte, majd a pécsi Erzsébet Tudományegyetem Jog- és Államtudományi Karán 1933 júniusában cum laude minősítéssel avatták az államtudományok doktorává. Ügyvédjelöltként Kozma Győző, majd Szokolay Lajos egri ügyvédnél működött. 1938 augusztusában Hedry Lőrinc főispán tiszteletbeli vármegyei alügyésszé nevezte ki. 1938. szeptemberben az Egri Ügyvédi Kamara bejegyezte az ügyvédek lajstromába Eger székhellyel, s ugyanebben a hónapban megnyitotta irodáját a Tárkányi Béla utca 3. szám alatt. 1941 júniusában a főispán Szokolay Lajos elhalálozásával megüresedett vármegyei tiszti főügyészi állásba helyettesítette be. Az év szeptemberében a vármegyei közgyűlés Heves vármegye tiszti főügyészévé választotta. A következő év elején egyhangúlag megválasztották az egri Ipartestület ügyészévé. A második világháború idején tüzérfőhadnagyi rangban szolgált a keleti hadszíntéren. 1942 májusában vonult be katonai szolgálatra és egy évi frontszolgálat után szerelt le. 1943–1944-ben ismét visszatért a harctérre. 
Élénken részt vesz a város társadalmi életében. A Baross Szövetség egri csoportjának, a Magyar Vendéglősök és Szállodások Egyesülete heves vármegyei csoportjának, a Nemzeti Munkaközpont egri csoportjának és az Egri Sport Club ügyésze volt.
1940. június 27-én az egri főszékesegyházban kötött házasságot Ivanits Arankával, Ivanits Dezső és Berky Aranka lányával. Két gyermekük született. 